# Föderales Informationsmanagement

Logo

Föderales Informationsmanagement (FIM) ist ein Steuerungsprojekt des IT-Planungsrats. Es verfolgt das Ziel, Informationen zu Verwaltungsvorgängen zwischen Bund, Ländern und Kommunen auf freiwilliger Basis zu harmonisieren.

## Hintergrund
Zum Zeitpunkt der Einführung von FIM im Jahr 2015 hatte jede Kommune ihre eigenen Formulare und Ablaufprozesse, die durch diese Formulare in Gang gebracht werden. Durch solch eine Darlegung der Informationen, die das FIM mit sich bringen würde, könnten Verwaltungseinheiten ihre Prozesse, Formulare und Leistungsbeschreibungen standardisieren und vereinheitlichen, um diese somit zu optimieren.
Während XÖV seit 2010 etabliert und millionenfach täglich zum Einsatz kommt (XMeld, XAusländer u. a.) ist die verwaltungspraktische Bedeutung von FIM unklar. Die XÖV-Standards verfügen um standardisierte Unterlagen, die im www.xrepository.de versioniert verfügbar sind und von Fachverfahrensherstellern sowie Kommunen zur Grundlage von digitalen Massendatenverarbeitungsverfahren genutzt werden. Die Betreiber von Registern, also von den Verwaltungsdatenbeständen im eigenen Zuständigkeitsbereich, kennen häufig die XÖV-Daten- und Nachrichtenstrukturen, weil sie darüber Datenaustausch betreiben. Zur Begleitung der XÖV-Standards gibt es Begleitgremien, in denen Fachverfahrenshersteller, Kommunen, Länder und Bundesministerien regelhaft beteiligt sind. Dadurch ist in einem kollegialen interföderalen Prozess mit fachlicher Beteiligung auch der IT-Fachverfahrenshersteller gewährleistet, dass die Standards allgemeinverständlich, gut dokumentiert und einsetzbar sind.

## Die drei Bestandteile
FIM besteht aus drei Teilbereichen, die als Bausteine im System agieren. Dies ist zum einen der Baustein der Leistungsbeschreibung. So werden Bürger und Unternehmen über die angebotenen Leistungen der öffentlichen Verwaltung informiert. Hierbei spielt der Leistungskatalog (LeiKa) eine wichtige Rolle, da dieser die Leistungsbeschreibungen für die „Kunden“ enthält. Jede Leistung ist damit einer bestimmten Nummer (FIM-Schlüssel) zugeordnet.
Der zweite Baustein steht für das Formular (Baustein Datenfelder), das von Bürgern benötigt wird, um eine bestimmte Leistung in Anspruch zu nehmen und die nötigen Informationen zu übermitteln. An bestimmten Leistungen hängen bestimmte Formulare. In einem noch nicht fertiggestellten FIM-Formularsystem soll es die Möglichkeit geben diese Formulare abzufragen.
Der dritte Baustein ist der Prozessbaustein. Prozesse, die zu einer Leistungserbringung als Ergebnis führen, werden meist durch das Einreichen eines Formulars hervorgerufen. Eine zentrale Rolle spielte hier von März 2014 bis Juli 2015 die Nationale Prozessbibliothek, die durch das in ihr gesammelte Wissen zu einer Verbesserung der Prozessabläufe in der gesamten öffentlichen Verwaltung führen sollte.

## Modellierung
Um eine standardisierte Landschaft zu schaffen, existieren vier Schritte, die von den Bausteinen des FIMs passiert werden müssen. Die erste Stufe ist die der Klassifikation. Klassifizierte Objekte sind klar definiert und können nach Belieben benannt werden. Der Leistungsbeschreibungsbaustein wird im LeiKa klassifiziert. Hier ist jede Leistung einer eindeutigen Nummer zugeordnet (z. B. Anmeldung, Wohnungsanmeldung und Anmeldung einer Wohnung sind alles Objekte einer Klasse und besitzen dieselbe LeiKa-Nr.). Für die beiden anderen Bausteine wird als zentrale Angelegenheit im Rahmen des Projekts FIM und NPB ein Klassifikationsinstrument erstellt. Für Formulare wäre dies eine bundesweite unikale Identifikationsnummer (z. B. Nr. X für Anmeldung, Wohnungsanmeldung etc. – alle Formulare lösen den gleichen Prozess aus). Somit ist ein Vergleich von zwar unterschiedlich benannten – aber gleich gezielten – Leistungen möglich.
Die zweite Stufe ist die Strukturierung der Inhalte der Bausteine. Dies beinhaltet die Vereinheitlichung der Felder für Formulare, welche definiert und in Beziehung mit anderen Feldern gebracht werden müssen. Diese Felder stehen für das Erfordernis der jeweiligen ihnen zugeordneten Informationen, welche gesetzlich festgelegt sind und einen bestimmten Prozess auslösen. Für die Modellierung eines Prozesses wären Vorlagen, die ihm zugeordnet werden können, denkbar. Durch eine derartig gleiche Struktur wird die Umsetzung von Software-Lösungen vereinfacht, da eine Kompatibilität zwischen Feldern und Prozessen einen Vergleich innerhalb der öffentlichen Verwaltung derselben erleichtert.
Nachdem die Bausteine klassifiziert und strukturiert wurden, müssen sie qualitativ und redaktionell standardisiert werden. Hierbei zielt die Standardisierung vor allem auf die Formulare ab. So entwirft der Bund eine Vorlage, die den gesetzlichen Bestimmungen entspricht. Sie wird daraufhin von den Ländern spezifiziert und an die jeweiligen Kommunen weitergesandt. Diese vollenden die Vorlagen danach mit bestimmten Informationen zu ihren Formularen. Eine Zeitersparnis durch einmalige Arbeit und einheitlichere Formulare sind Ergebnis dieser Stufe.
Der finale Schritt nach Klassifikation, Struktur und redaktioneller Standardisierung ist die technische Standardisierung. Hierbei bedient man sich des XÖV-Frameworks und möchte so voraussetzen, dass eine medienbruchfreie Prozesslandschaft innerhalb der öffentlichen Verwaltung Deutschlands entsteht. Formulare und Prozessablaufmodelle könnten somit in standardisierten Dateiformaten mit Hilfe spezieller Software ausgetauscht, optimiert und benutzt werden.
Diese vier Stufen gilt es zu durchlaufen, um eine Vereinheitlichung zu schaffen. Es würden somit klassifizierte und strukturierte Objekte redaktionell und technisch standardisiert werden, die eine transparente und effizientere Prozesslandschaft mit ihren dazugehörigen Elementen entstehen lassen.

## Bedeutung für föderales E-Government
„Nach Umsetzung des FIM-Konzepts ist ein weiterer Schritt Richtung Papierlosigkeit, schnellere Abläufe und zufriedenere Bürger und Beamte gemacht worden.“ Denn laut der Vision von FIM soll es beispielsweise einem Bürger einfacher und schneller gelingen, an einen bestimmten Bescheid zu gelangen. Die Benutzung eines Portals seiner zuständigen Verwaltung, das durch standardisierte Formulare (aus dem FIM-Formularsystem im XÖV-Format) und Identifizierung des Bürgers ermöglicht, einen Bescheid elektronisch auszustellen, dessen Leistungsbeschreibung durch den LeiKa definiert wurde und dessen vorheriger Prozessablauf durch den Vergleich und Austausch der Prozesse in der NPB qualitativ hochwertig und möglichst zügig geschieht, ist einfacher und harmonisierter als auf herkömmlichem Weg. Formulare und Bescheide werden nicht gedruckt und lange Wartezeiten im Amt werden umgangen. Dieses geschilderte Beispiel befindet sich auch im Einklang mit dem System der E-Akte.
Stefanie Köhl, Klaus Lenk, Stephan Löbel, Tino Schuppan und Anna-Katharina Viehstädt sprechen Projekten wie dem FIM eine „erhebliche Bedeutung“ für die Entwicklung „kooperativ nutzbare[r] föderative[r] Infrastrukturen“ zu. Aus diesen könne „ein harmonisierter Baukasten von Leistungsbeschreibungen, Formularen und Geschäftsprozessen zu einer Vielzahl von Verwaltungsverfahren entstehen“. Zwar werden durch FIM noch keine „generischen Prozessbausteine im engeren Sinne geschaffen, da die Nationale Prozessbibliothek bisher keine einheitliche Ontologie besitzt, so dass Prozesse unterschiedlich beschrieben werden.“ FIM sei jedoch „insofern ein Schritt in die richtige Richtung, als einheitliche Bausteine geschaffen werden, mit deren Hilfe Verwaltungsverfahren künftig ressourcensparender umgesetzt werden können und die Vollzugsvielfalt verringert werden kann.“ Da „die Nutzung dieser Prozessbausteine freiwillig erfolgt, bleiben die staatsorganisatorischen Prinzipien [insbesondere die Vollzugshoheit der Länder] unberührt.“